# أريحا
أَريحَا هي مدينة فلسطينية تاريخية قديمة تقع في الضفة الغربية بالقرب من نهر الأردن وعند شمال البحر الميت، والتي يعود تاريخها إلى 10,000 سنة قبل الميلاد. هي عاصمة محافظة أريحا وهي أقدم المدن في التاريخ. في عام 2024، بلغ عدد سكانها 23,522 نسمة. كانت تحت الإدارة الأردنية بين 1948-1967، وبعد ذلك احتلتها إسرائيل، وفي عام 1994 استلمت السلطة الوطنية الفلسطينية إدارة المدينة. وتقع على بعد 16 كم (10 أميال) عن البحر الميت. تعتبر مدينة أريحا أخفض منطقة في العالم. تُعرف أيضا باسم مدينة القمر.
مدينة أريحا القديمة تبعد حوالي ميل من الغرب ومكانها يعرف بتلال أبو العلايق شماله تل السلطان ويرجع تاريخها إلى 10,000-11,000 عام وكانت مبنية من الطوب اللبن وكان حولها خندق عرضه 28 قدم وعمقه 8 أقدام ومنحوت من الصخر. اكتشف في موقعها فخار ومصنوعات برونزية وعظام وأدوات منزلية خشبية وسلال وأقمشة. وقد دمرت في أواخر العصر البرونزي وهي أقدم مدينة اكتشفت حتى الآن تعتبر أريحا البوابة الشرقية لفلسطين وترتبط بالضفة الشرقية بشبكة طرق معبدة وتتصل بطريق القدس -عمان، وتقع إلى الشمال من مدينة القدس، وتبعد عنها 38 كم، و 70 كم عن مدينة الخليل في الجنوب. أُدرجت أريحا القديمة على لائحة التراث العالمي من قبل منظمة اليونيسكو في سبتمبر 2023.

## أصل التسمية
أصل تسمية أريحا يعود إلى أصل سامي، وأريحا عند الكنعانيين تعني قمر والكلمة مشتقة من فعل (يرحو) أو (اليرح) في لغة جنوبي الجزيرة العربية تعني شهر أو قمر. وفي العبرانية (يريحو) أقدم مدينة معروفة في التوراة اليهودية، و(أريحا) في السريانية معناها الرائحة أو الأريج. ازدهرت أريحا في عهد الرومان ويظهر ذلك في آثار الأبنية التي شقوها فيها والتي تظهر على نهر القلط وفي هذا العهد صارت تصدر التمر. افل نجم أريحا وتراجعت مكانتها وظلت في حجم قرية أو أقل حتى عام 1908 إذا ارتفعت درجتها الإدارية من قرية إلى مركز ناحية وفي عهد الانتداب البريطاني على فلسطين أصبحت أريحا مركزاً لقضاء يحمل اسمها. ويصفها البغدادي في معجم البلدان فقال: أريحا بالفتح ثم الكسر وياء ساكنة والحاء المهملة أو بالحاء المعجمة، وهي مدينة الجبارين في الغور من أرض الأردن والشام، سميت بأريحا نسبة إلى أريحا بن مالك بن أرنخشد بن سام بن نوح، وهذا يدل على أن أصل التسمية سامي الأصل.

## تاريخ المدينة

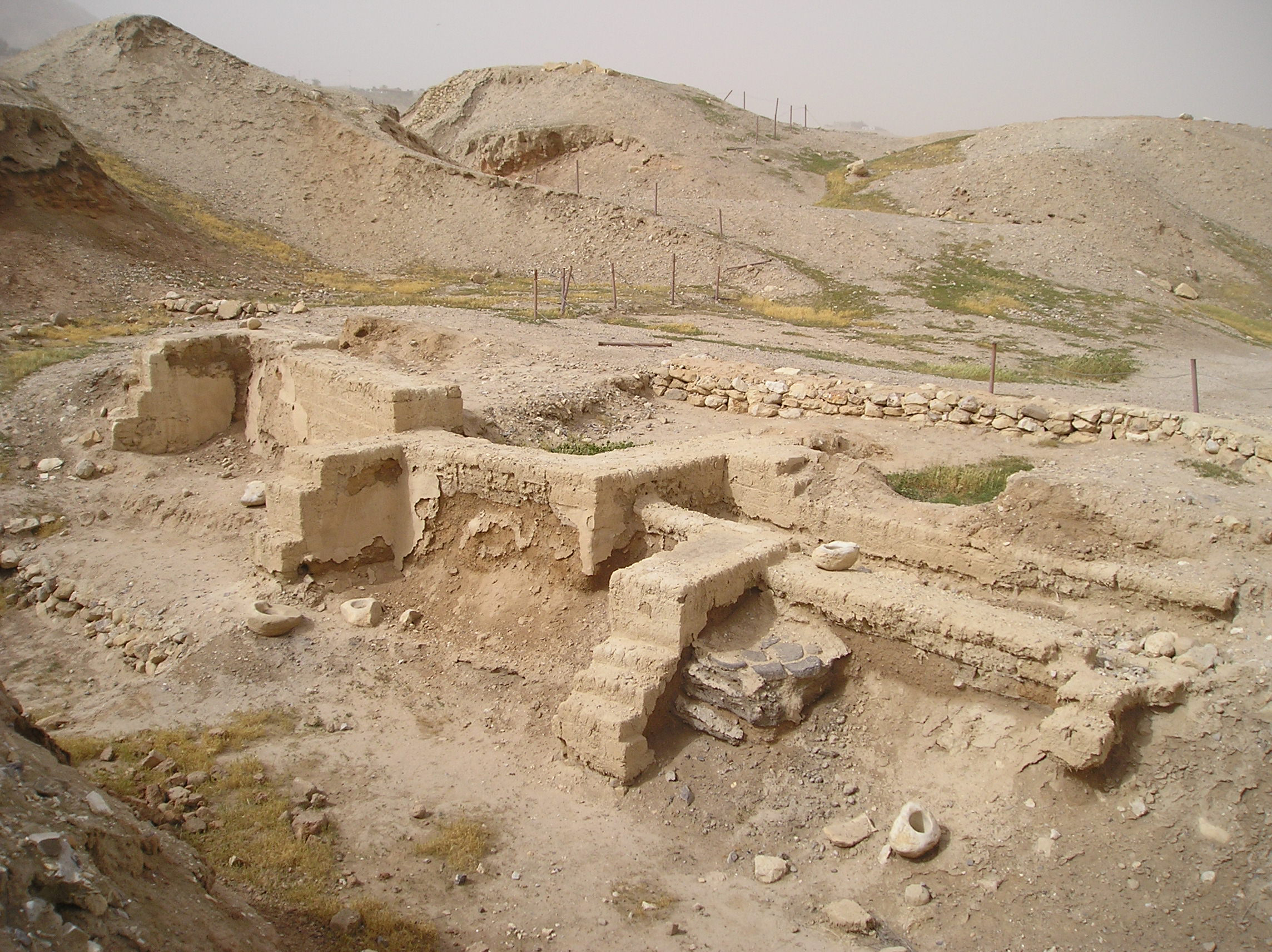
أساس مسكن عثر عليه في تل السلطان في أريحا

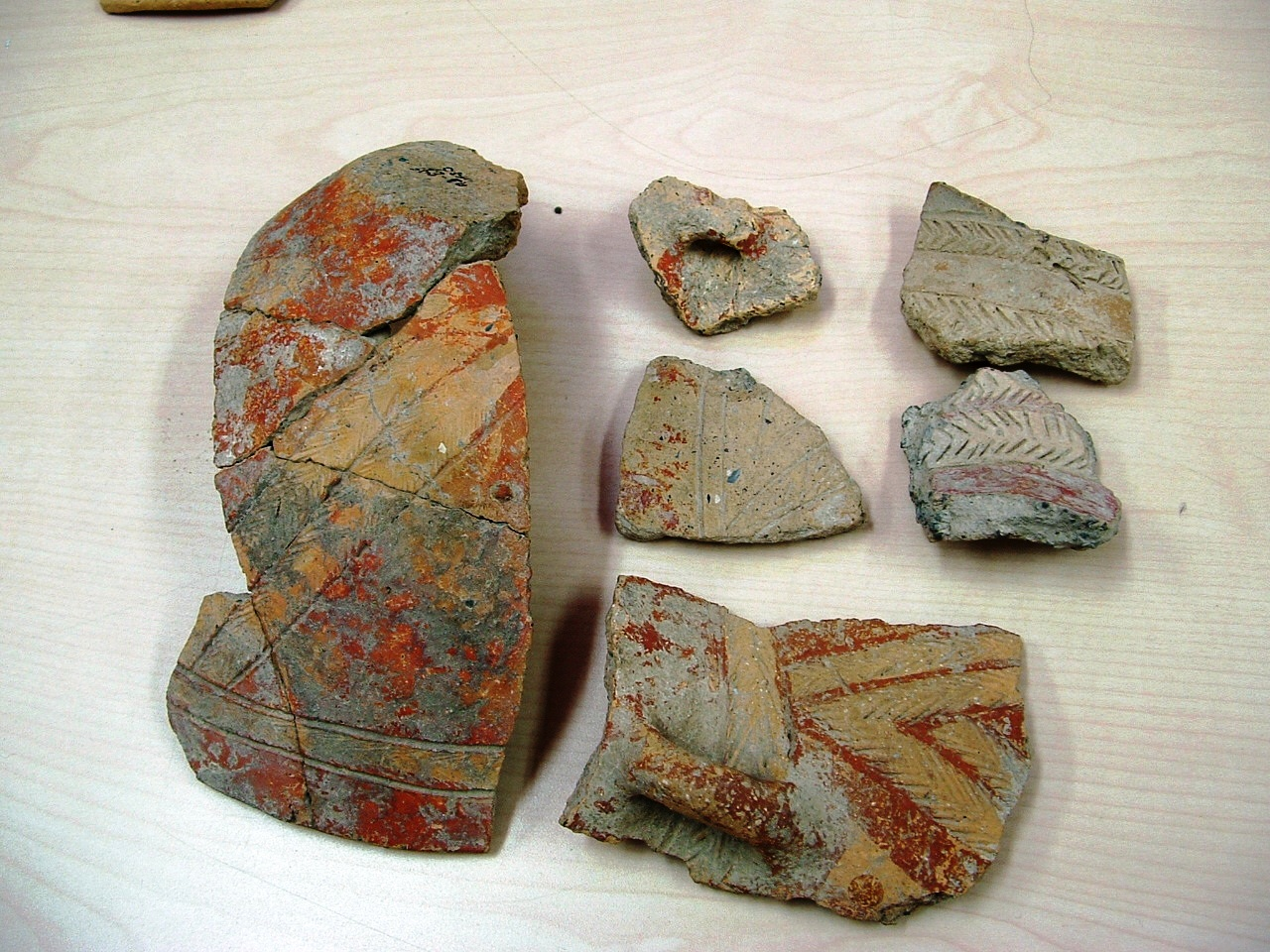
"ثقافة اليرموكين" فخار مزخرف على شكل هيكل سمكة.

أريحا مدينة كنعانية قديمة، يعدها الخبراء الأثريون أقدم المدن على الإطلاق حيث يرجع تاريخها إلى العصر الحجري ما قبل 10 - 11 ألف سنة، أي حوالي قبل الألف الثامن قبل الميلاد. في العصر البرونزي الأوسط، وتحديدا في النصف الأول من الألف الثاني قبل الميلاد، نمت أريحا كمركز الحضرية الكبرى متمثلة بقصورها، نظام التحصين، والمقابر.

### البدائية 10,000 قبل الميلاد
تعتبر مدينة أريحا من أقدم المدن في العالم التي سكنت وما زالت مأهولة بالسكان، بدليل وجود مستعمرات يعود تاريخها إلى 9000 سنة قبل الميلاد.
كما وجدت آثار التحصينات الدفاعية التي تم بناءها خلال العصر البرونزي المبكر والعصر البرونزي المتوسط والتي تدل على محافظة سكانها على المدينة ضد الهجمات والاعتداءات ببناء الأسوار والبوابات المنيعة.

### العصر الحجري الحديث (ما قبل الفخار) 9,600 قبل الميلاد
تم بناء أول مستوطنة بالقرب من عين السلطان بين 9,000 و 10,000 عام قبل الميلاد. ظهرت ثقافة جديدة تقوم على الزراعة والمساكن المستقرة، والذي يطلق عليه علماء الآثار «العصر الحجري الحديث ما قبل الفخار - أ» (مختصر النحو PPNA). القرى في العصر «العصر الحجري الحديث ما قبل الفخار - أ» كانت تتميز بمساكن دائرية صغيرة، ودفن الموتى داخل الطوابق في المباني، والاعتماد على لعبة الصيد البري وزراعة الحبوب البرية واستئناس.

### الاحتلال
هاجمها الهكسوس ما بين 1750 –1600 ق. م واتخذها قاعدة له، وكانت أول مدينة كنعانية تهاجم من قبل بني إسرائيل على يد يوشع بن نون سنة 1188 ق.م، وأحرقوا المدينة وأهلكوا من فيها، وفي عصر القضاة (1170-1030 ق.م) قاموا المؤابيون بإخراج اليهود بقيادة الملك عجلون.
خضعت أريحا لحكم الصليبيين بعد أن غزوا فلسطين، وأصبحت مركزاً للجيش الملكي الصليبي بقيادة ريموند الذي غادرها بجيشه بعد أن سمع بقدوم الأيوبيين بقيادة صلاح الدين الأيوبي، حيث جعلوها جسراً لهم في فلسطين للاتصال بقواتهم وولاتهم في الشام.

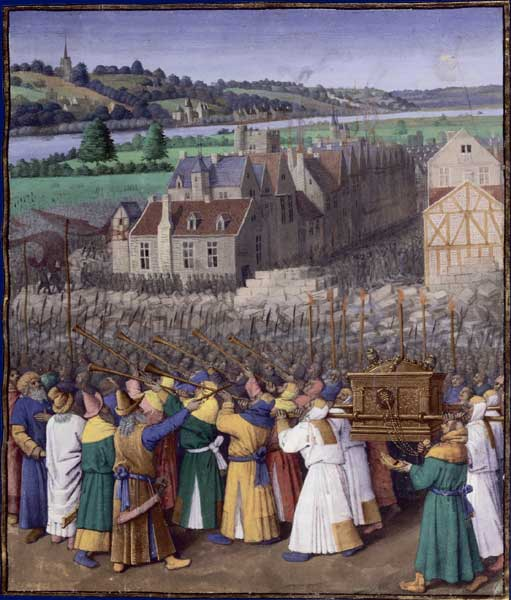
صورة من إنجيل في العصور الفرنسية الوسطى معركة أريحا
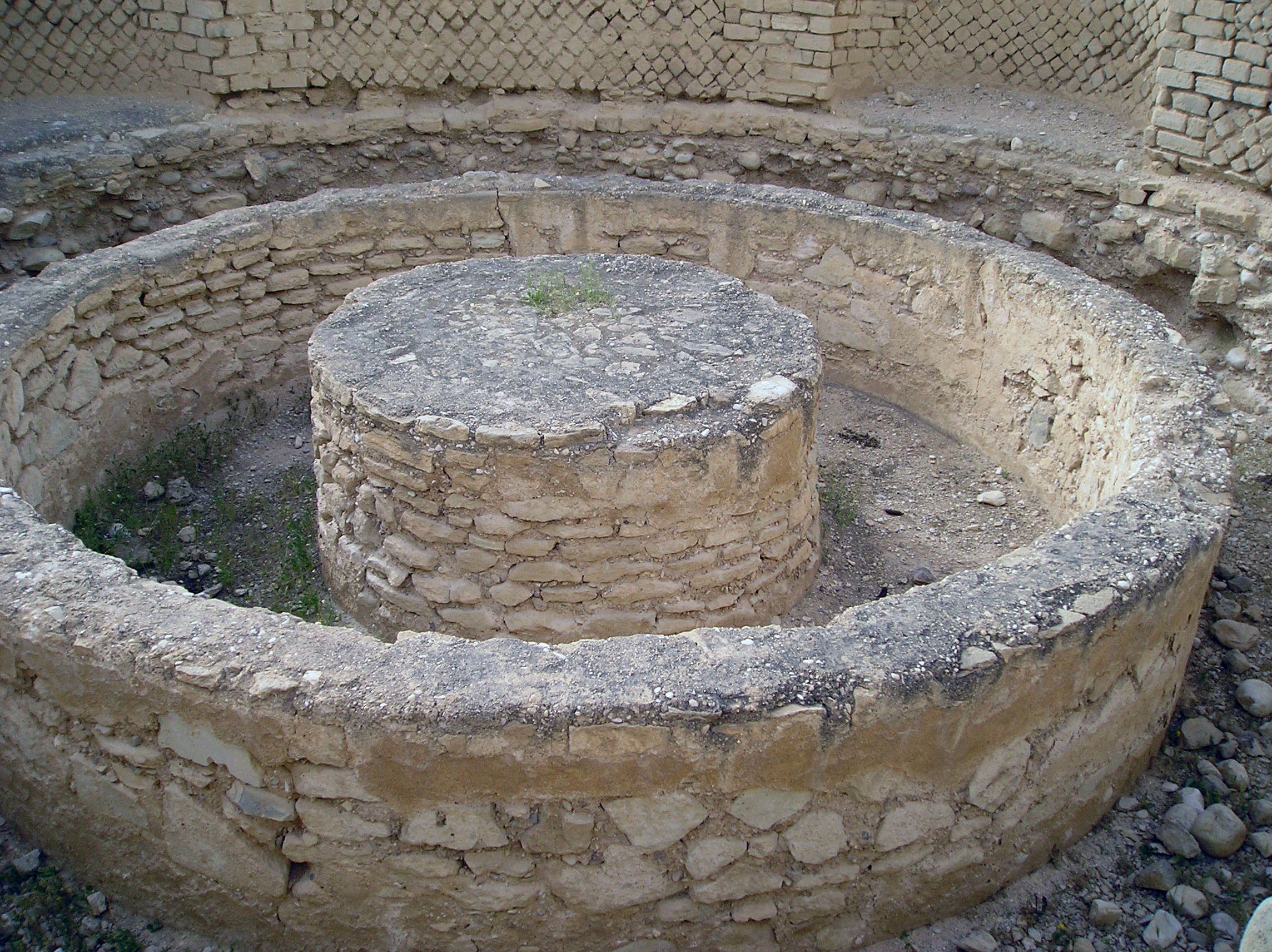
أثار في قصر هيرودس الأول
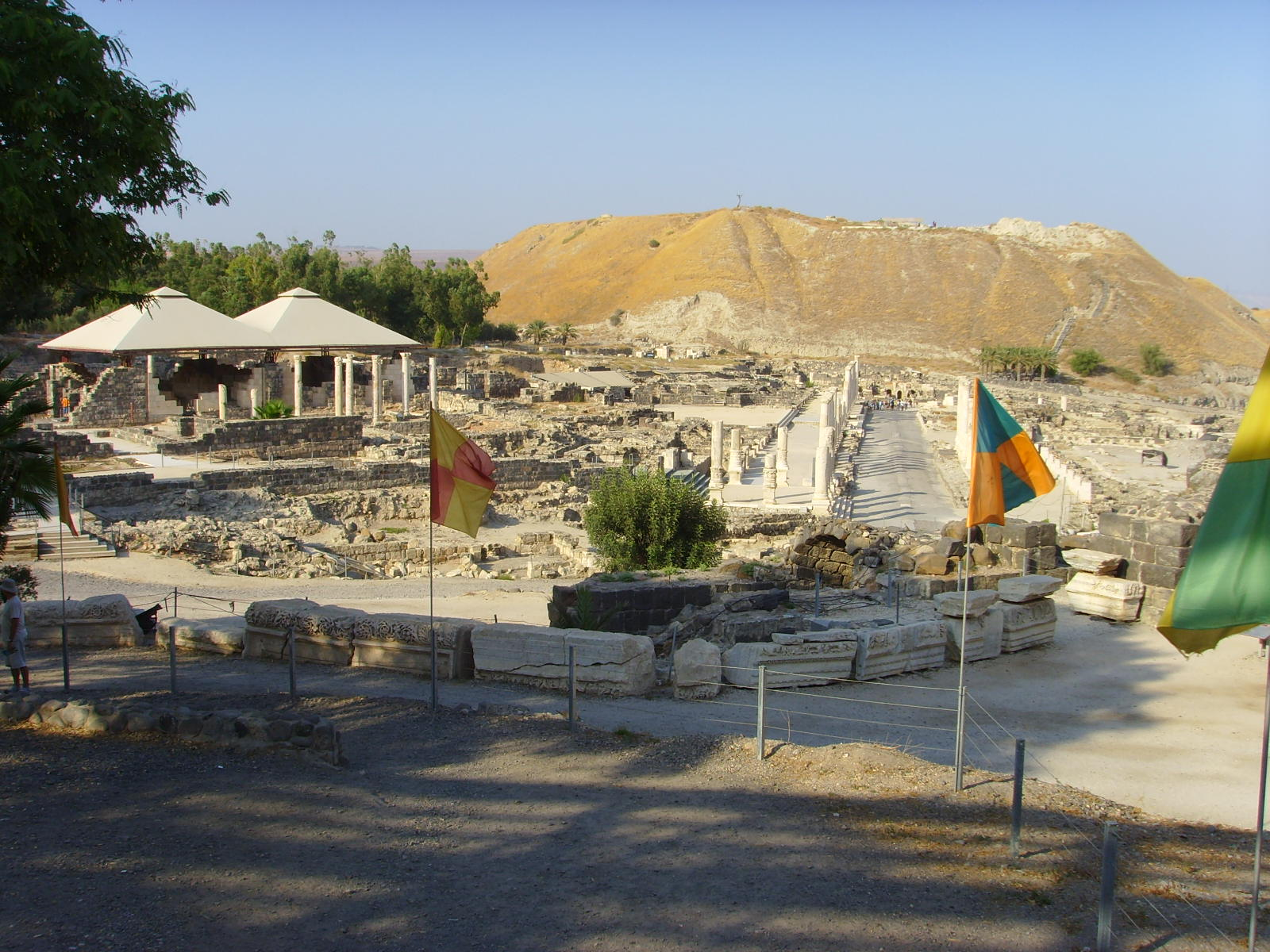
أريحا المدينة الأقدم في التاريخ

### العصور الكلاسيكية القديمة
وقد اتخذ الفرس من مدينة أريحا مركزاً لهم في القرن السادس قبل الميلاد وأصبحت ملاذ ملكي وقت الاسكندر الأكبر في القرن الرابع قبل الميلاد.
انتشرت المسيحية في أريحا بواسطة الرهبان والنساك الذين كانوا يقيمون في الأديرة والكنائس في عهد قسطنطين الكبير (306-337م) «مؤسس القسطنطينية». وفي عام 325م كانت مركزاً للأسقفية وقام الإمبراطور البيزنطي جستنيان (527-565م) بإنشاء كنيسة فيها، وفي عهده شقت طريق تصل بينها وبين البتراء، وكانت القوافل تقطعها في مدة 3-4 أيام، كما شقت طريق أخرى تصل بينها وبين بيسان.

### فترة الخلافة الإسلامية

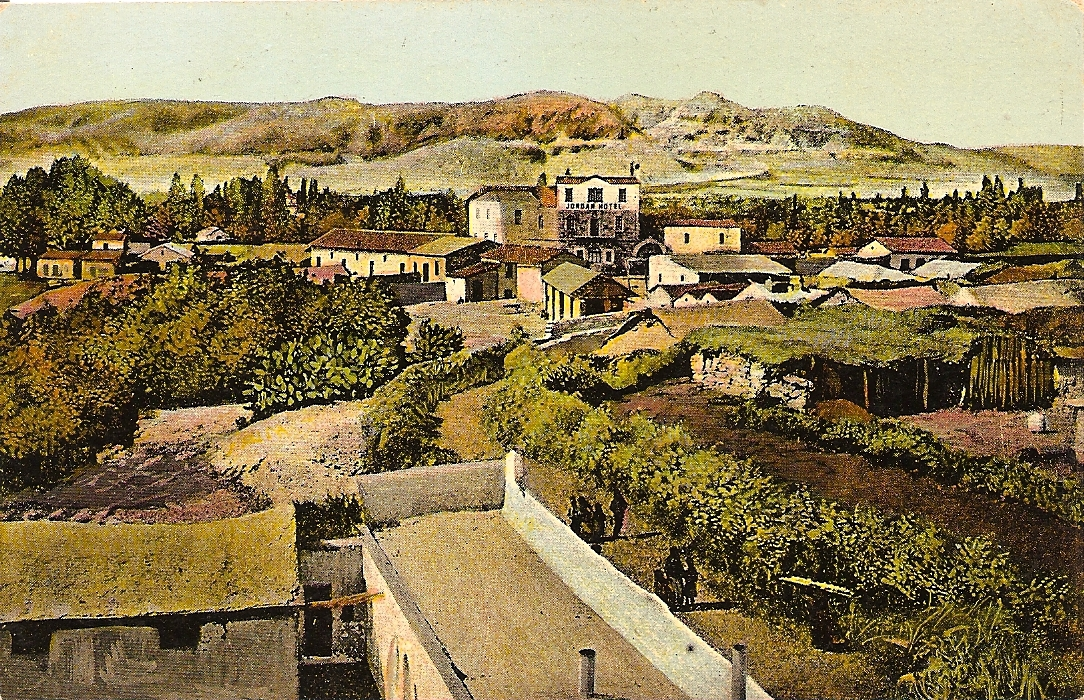
صورة طابع بريد تصور أريحا في أواخر القرن التاسع عشر وبداية القرن العشرين

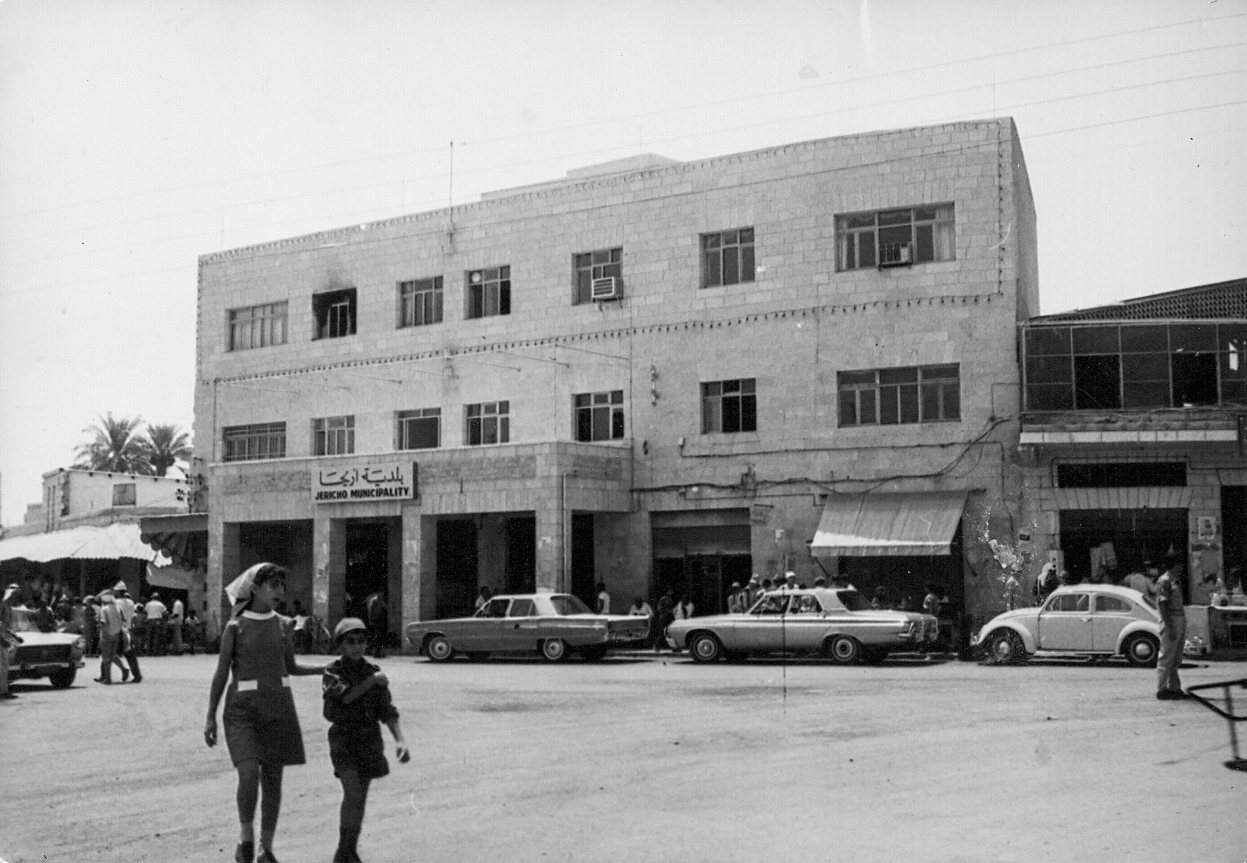
بلدية أريحا عام 1967

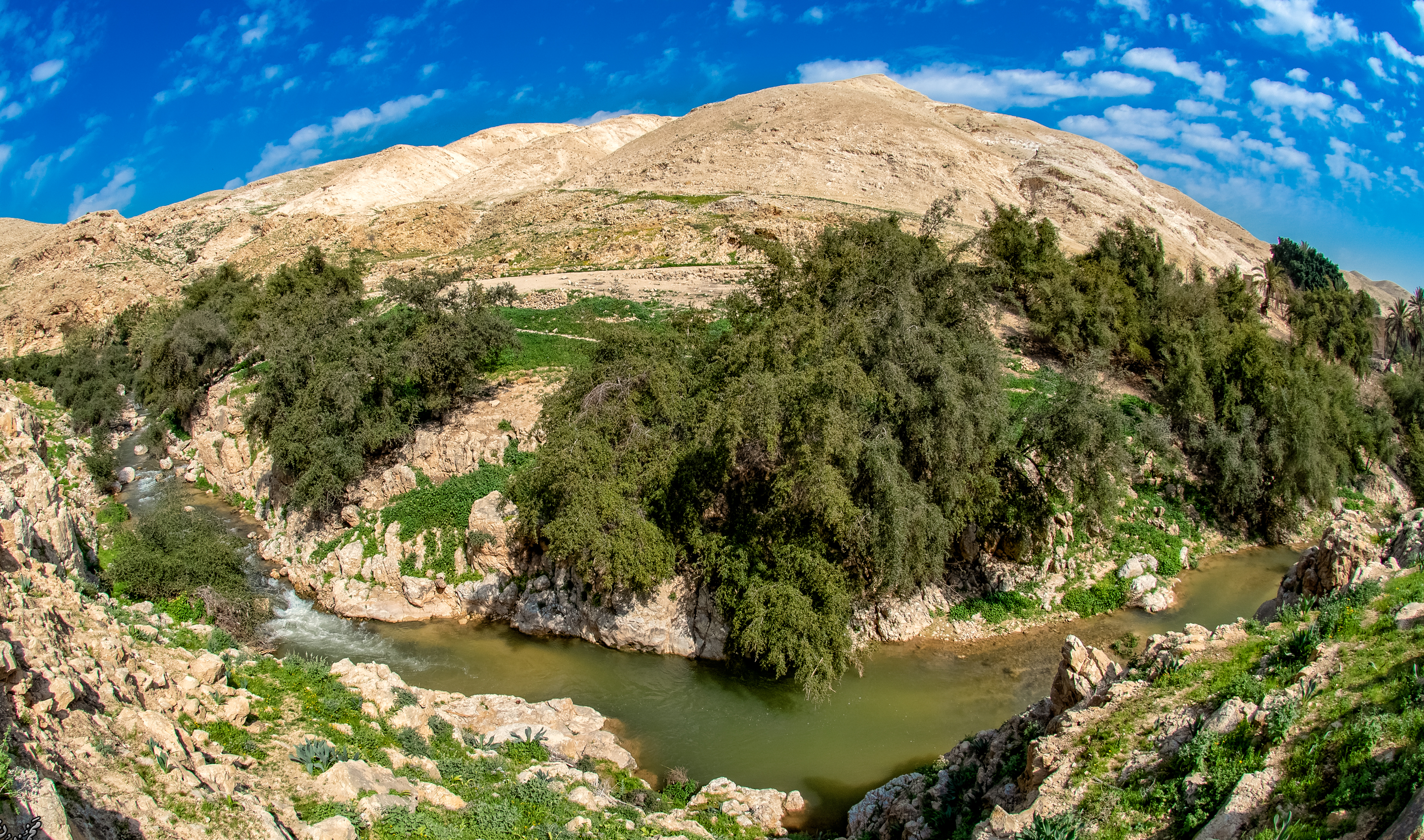
وادي القلط

أريحا وقد كانت في ذلك الوقت جزءً من جند فلسطين (هو أحد أجناد بلاد الشام في عهد الخلفاء الراشدين). وفي عهد الخليفة عمر بن الخطاب تم نفي يهود ونصارى خيبر إلى أريحا.
حتى عام 659 مقاطعة أريحا أصبحت تحت حكم معاوية بن أبي سفيان، مؤسس خلافة أموية من الأسرة الحاكمة. في تلك السنة، ضرب زلزال مدينة أريحا، ودمّرت تقريبا بأكملها.

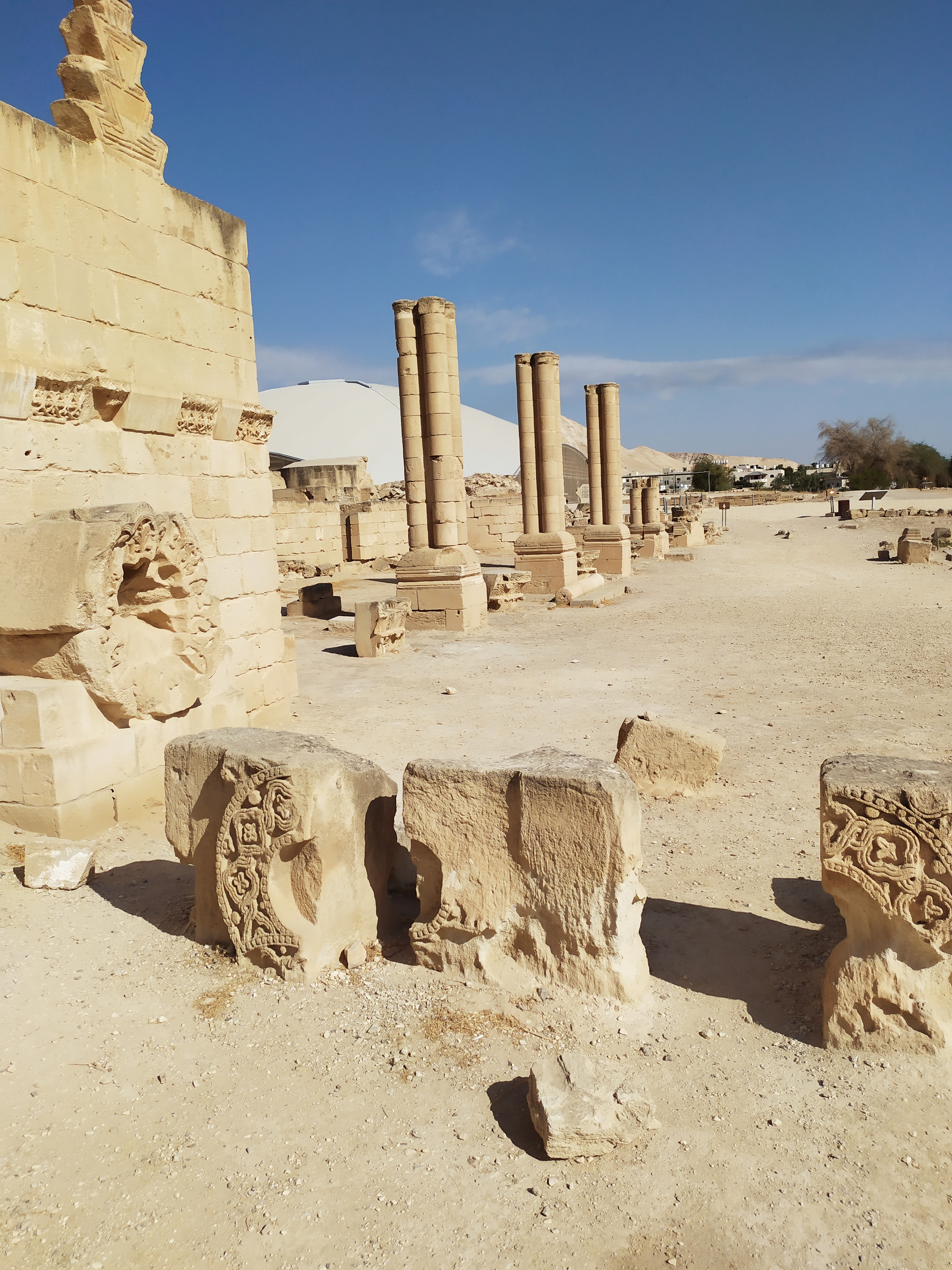
قصر الخليفة الأموي هشام بن عبد الملك

الخليفة العاشر من السلالة الأموية، هشام بن عبد الملك، قام ببناء قصر فخم يسمى قصر هشام على بعد واحد كيلو متر شمال تل السلطان في عام 743، ومسجدان، فناء، فسيفساء، وأمور أخرى يمكن ملاحظاتها من خلال النظر إلى الموقع في هذه الأيام، مع أنه دمرت جزئيا بسبب الزلازل عام 747.
ازدهرت المدينة حتى عام 1071 وغزو الأتراك السلاجقة، تليها تقلبات الحملات الصليبية. في عام 1179، أعاد الصليبيون بناء دير القديس جيورجي من كوزيبا "Koziba" والذي يبعد ستة أميال عن مركز مدينة أريحا. كما بنوا كنيستين أُخريَين وديرًا مخصصًا ليوحنا المعمدان. وتنسب لهم زراعة قصب السكر في المدينة. في عام 1187، هزم صلاح الدين الأيوبي الصليبيين وطردهم من أريحا بعد انتصار قواته في معركة حطين.
في عام 1226، قال الجغرافي العربي ياقوت الحموي عن أريحا «يوجد بها العديد من أشجار النخيل، وأيضًا، قصب السكر بكميات وكذلك الموز. ومن أفضل أنواع السكر في البلدة يتم استخراجها من أراضي غور الأردن». في القرن الرابع عشر، كتب رشيد محمد سعيد إسماعيل (أبو الفداء) هناك مناجم كبريت في أريحا، «الوحيدة في فلسطين».

### الحكم العثماني (1517–1918)
في السنوات الأخيرة من الحكم العثماني، شكلت أريحا جزءً من نظام الوقف الإسلامي وإمارة القدس. استخدم القرويون معالجة النيلة كمصدر للدخل، باستخدام مرجل مخصص لهذا الغرض تم الحصول عليه على سبيل الإعارة من قبل السلطات العثمانية في القدس. خلال فترة الحكم العثماني، كانت أريحا عبارة عن قرية كانت تتعرض لهجمات البدو. في القرن التاسع عشر، قام بعض من العلماء الأوروبيون، علماء الآثار والمبشرين بزيارة مدينة أريحا. وقد بدأت أول الحفريات الأثرية في تل السلطان والتي تم تنفيذها في عام 1867، وتم تأسيس والانتهاء من بناء الأديرة القديس جيورجي من كوزيبا "Koziba" ويوحنا المعمدان في عام 1901 و 1904 على التوالي.

### القرن 20

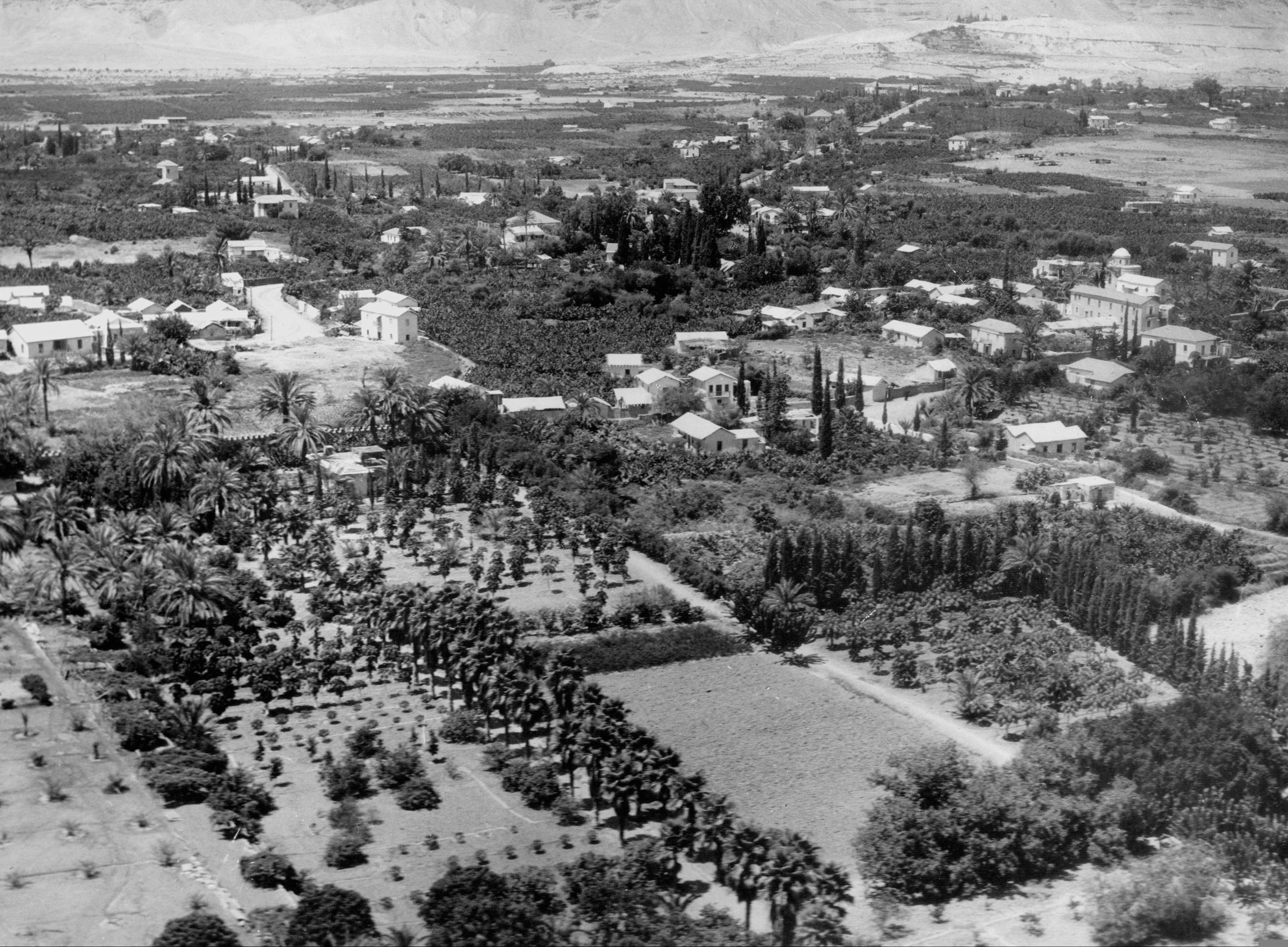
أريحا عام 1938

بعد انهيار الدولة العثمانية في نهاية الحرب العالمية الأولى، أصبحت أريحا تحت حكم الانتداب البريطاني. قامت بريطانيا ببناء الحصون خلال الحرب العالمية الثانية، وبمساعدة شركة سوليل بونيه اليهودية، والجسور المليئة بالمتفجرات استعدادا لغزو محتمل من جانب القوات الألمانية.
سيطرت المملكة الأردنية الهاشمية على أريحا خلال الحرب العربية الإسرائيلية عام 1948. أعلن في مؤتمر أريحا، الذي نظمه الملك عبد الله الأول وحضره أكثر من 2000 مندوب من فلسطين في عام 1948 "جلالة الملك عبد الله ملكا على فلسطين كلها"، ودعا إلى توحيد "فلسطين وشرق الأردن، كخطوة نحو الوحدة العربية الكاملة. في منتصف عام 1950، ضمت الأردن رسميا سكان الضفة الغربية وأريحا، مثل غيرهم من سكان البلدات في الضفة الغربية وأصبحوا مواطنين أردنيين.
احتلت أريحا وباقي الضفة الغربية من قبل إسرائيل خلال حرب الأيام الستة عام 1967، وهي من أول المدن التي سلمت إلى السلطة الوطنية الفلسطينية عام 1994. ووفقا لاتفاقيات أوسلو. في عام 1994، وقعت إسرائيل مع السلطة الوطنية الفلسطينية على اتفاق من أجل وضع أسس للعلاقات الاقتصادية بين إسرائيل وأريحا وغيرها من المدن تحت الحكم الذاتي الفلسطيني.

### القرن الحادي والعشرين
في 2001، أثناء الانتفاضة الفلسطينية الثانية، احتلت مدينة أريحا من قبل إسرائيل. بتاريخ 14 مارس 2006، قام الجيش الإسرائيلي بإطلاق عملية "جلب البضائع للمنزل"، والتي تضمنت أخذ ستة أسرى من سجن في المدينة في عملية استغرقت 10 ساعات. كان سبب العملية هو أسر أحمد سعدات الأمين العام الحالي للجبهة الشعبية لتحرير فلسطين وخمسة آخرين ممن ليسوا تابعين للجبهة، لأنهم قتلوا وزير السياحة الإسرائيلي رحبعام زئيفي. قتل شخصان وجرح 35 شخصًا على الأقل في الحادث. قبل الحصار، كان المراقبون الأمريكيون والبريطانيون يحرسون السجن، لكنهم انسحبوا، مشيرين إلى الترتيبات الأمنية المتراخية. أثار الحصار ضجة بين أعضاء وأنصار الجبهة الشعبية لتحرير فلسطين فضلا عن غيرها من فصائل منظمة التحرير الفلسطينية. ونتيجة لذلك، قام بعض المسلحين باختطاف بريطانيين وأوروبيين في الضفة الغربية وقطاع غزة.

## الجغرافيا
تقع مدينة أريحا 258 مترًا (846 قدمًا) تحت مستوى سطح البحر في وادي القلط في واحة في غور الأردن. وتعتبر نقطة عبور هامة منذ القدم للقوافل التجارية والغزوات الحربية التي كانت تتجه غرباً نحو القدس وشرقاً نحو عمان، وهي أيضاً الممر الغربي لنهر الأردن والبحر الميت، يمر منها الحجاج المسيحيون القادمون من القدس في طريقهم إلى نهر الأردن والبحر الميت. موقعها على بعد 36 كيلومترا شرقي القدس على الطريق إلى عمان العاصمة الأردنية يجعلها نقطة تقاطع مع الطريق السريع المؤدي إلى منطقة بحيرة طبريا في الشمال.
مناخ أريحا المعتدل في فصل الشتاء يجعلها مكانا مفضلا كمنتجع شتوي وهي منطقة زراعية هامة تنتج الفواكه والخضار على مدار العام، أما الموز والحمضيات والتمور فهي ذات شهرة مميزة. تتأثر كمية الأمطار المُتساقطة عمومًا على فلسطين بالقرب والبعد عن البحر الأبيض المتوسط، حيث تبلغ كمية الأمطار المُتساقطة على مدينة أريحا سنويًا 152 ملم.
في فصل الربيع بالقرب من عين السلطان يتم إنتاج 1000 غالون من الماء كل دقيقة (3.8 متر مكعب/دقيقة) وري بعض من 2,500 فدان (10 كم مربع) من خلال قنوات متعددة والتي تصب في نهر الأردن، ويبلغ البعد 6 أميال (10 كم). يبلغ معدل هطول الأمطار السنوي 6.4 بوصة (160 ملم)، ويتركز معظمها بين نوفمبر وفبراير. ويبلغ متوسط درجات الحرارة 59 درجة فهرنهايت (15 مئوية) في كانون الثاني و 88 درجة فهرنهايت (31 مئوية) في شهر آب. بفضل أشعة الشمس الثابتة والقوية، جعلت من التربة الغرينية تربة غنية، ويمتاز الربيع في أريحا بوفرة المياه. حيث سجلت درجات الحرارة في وادي الأردن 54 درجة مئوية في عام 1941.
تتوزع أراضي محافظة أريحا على ثلاثة أقسام من الأغوار، تتمثل في الأغوار الجنوبية التي تتخذ من أريحا مركزاً لها، والأغوار الوسطى التي تتخذ من الجفتلك مركزاً لها، والأغوار الشمالية ومركزها بردلا وكردلا وعين البيضا، الأمر الذي يجعلها مؤهلة لتكون سلة غذاء فلسطين. وقد اعتمدت أريحا تاريخياً على زراعة الموز الذي انخفضت رقعة زراعته كثيراً، بسبب شح المياه، واتخذت منحى آخر خلال العقد الأخير، عبر توجه الكثير من المستثمرين نحو زراعة مساحات واسعة من الأراضي بأشجار النخيل. وهناك الآن نحو 150 ألف شجرة نخيل في أريحا ومحيطها، ويطمح الفلسطينيون للوصول إلى رقم مليون شجرة بعد سنوات إذا توفرت لديهم موارد مائية كافية.

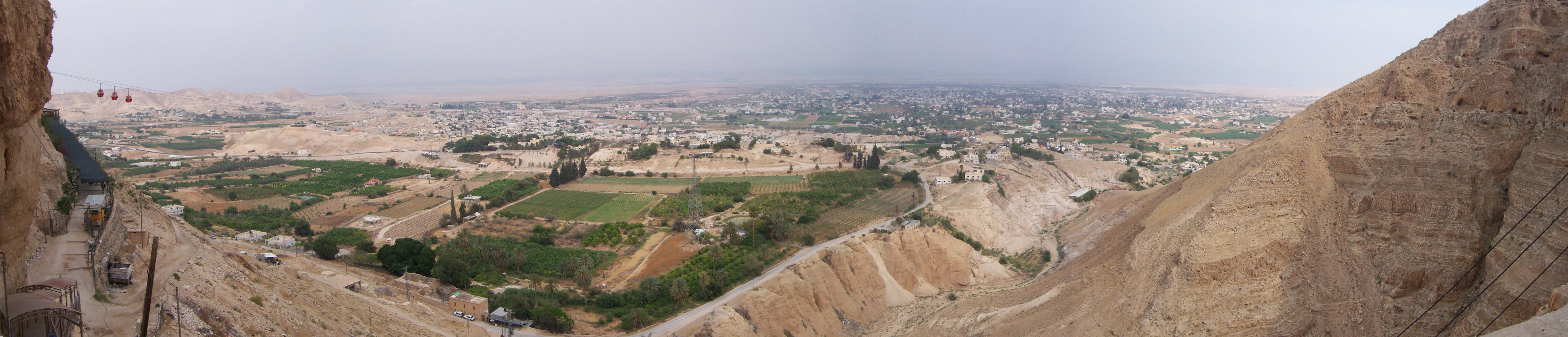
بانوراما لأريحا

## السكان
| السنة | التعداد السكاني   |
| ----- | ----------------- |
| 1945  | 3,010 (170 يهودي) |
| 2007  | 18,110            |
| 2008  | 18,625            |
| 2009  | 19,154            |
| 2010  | 19,696            |
| 2011  | 20,253            |
| 2012  | 20,826            |
| 2013  | 21,411            |

خيام للبدو في أريحا 1893.

اختلفت التركيبة السكانية للمدينة حسب المجموعة العرقية على مدى 3000 سنة مضت. وفقًا لإحصائيات سامي هداوي ففي عام 1945 بلغ عدد السكان 3,010 نسمة منها 94% (2,840 نسمة) عرب و 6% (170 نسمة) من اليهود.
وبعد نكبة فلسطين قفز عدد سكان المدينة مع مخيمات اللاجئين المجاورة إلى ما يقارب 7,500 نسمة عام 1965، معظمهم من اللاجئين. وانخفض عدد سكانها بعد نكسة حزيران عام 1967 وذلك بفعل الهجرة ليصل إلى 5,300 نسمة. ارتفع هذا العدد مجدداً إلى حوالي 15,000 نسمة عام 1987. توجد على أراضيها ثلاثة مخيمات للاجئين هي مخيم عين السلطان ومخيم عقبة جبر ومخيم النويعمة. وهنالك عشائر أخرى لاجئة للمدينة بعد حرب 1948 وقد استقبلهم أهالي أريحا وعملوا على محاولة دمجهم في المجتمع، إلى جانب عشائر وعائلات أخرى في الأصل من البدو الرحل ولكنها استقرت في أريحا في التاريخ الحديث.
ووفقًا لأول إحصاء من قبل الجهاز المركزي للإحصاء الفلسطيني عام 1997، بلغ عدد سكان أريحا 14,674 نسمة، منهم 43,5% (6,393 نسمة) لاجئون فلسطينيون. وكانت نسبة الذكور 51% والإناث 49%. وبلغت نسبة السكان دون سن 20 (49,2%)، والذين تتراوح أعمارهم بين 20-44 (36,2%)، و 10,7% تتراوح أعمارهم بين 45-64 سنة و3,6% من السكان تتراوح أعمارهم فوق سن 64. وتشكل الطائفة المسيحية حوالي 1% من السكان.
ووفقًا للجهاز المركزي الفلسطيني للإحصاء، بلغ عدد سكان العرب الفلسطينيين 20,000 نسمة. بلغ عدد الأسر 3,510 أسرة أما متوسط حجم الأسرة فهو 5,2. تُشير التقديرات أن عدد سكان المدينة سيبلغ 23,220 نسمة في عام 2016 (وفقًا ل الجهاز المركزي للإحصاء الفلسطيني).

### المساجد في أريحا

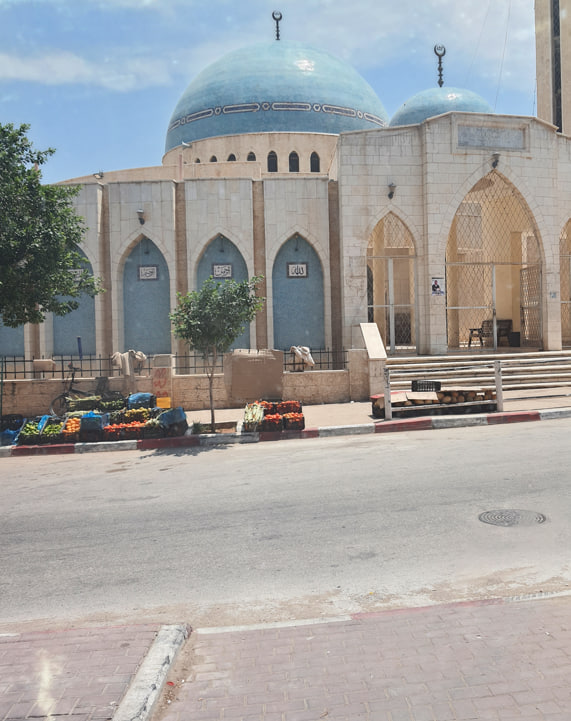
صورة لمسجد أريحا الجديد

مسجد أريحا القديم: بني عام 1331هـ، تبلغ مساحته 3 دونمات، به 11 صنبوراً مفروشًا بالحصير، وله بابان شمالي وغربي و11 نافذة خشبية ومنبر خشبي على الطراز القديم.
مسجد صالح عبده: وبناه صالح طاهر عبده عام 1952 على مساحة 3 دونمات وله بابان و15 نافذة زجاجية ومنبر خشبي.
وهناك مساجد أخرى مثل: مسجد عين السلطان، مسجد عقبة جبر، مسجد النويعمة، مسجد غور نمرين، مسجد قصر هشام، مسجد النبي موسى.

## الاقتصاد
في عام 1994، عندما استلمت السلطة الوطنية الفلسطينية الحكم في الضفة الغربية وقطاع غزة، تمكن الفلسطينيين في أريحا وغيرها من إنشاء مصارف وتقوم الحكومة الفلسطينية بجمع الضرائب بالإضافة إلى التصدير والإستيراد. وبلغ معدل البطالة في محافظة أريحا والأغوار أدنى معدل بطالة بين محافظات الضفة الغربية 6.7%.

### الزراعة

أراضي زراعية في أريحا التي تشتهر بزراعة الموز والنخيل والحمضيات.

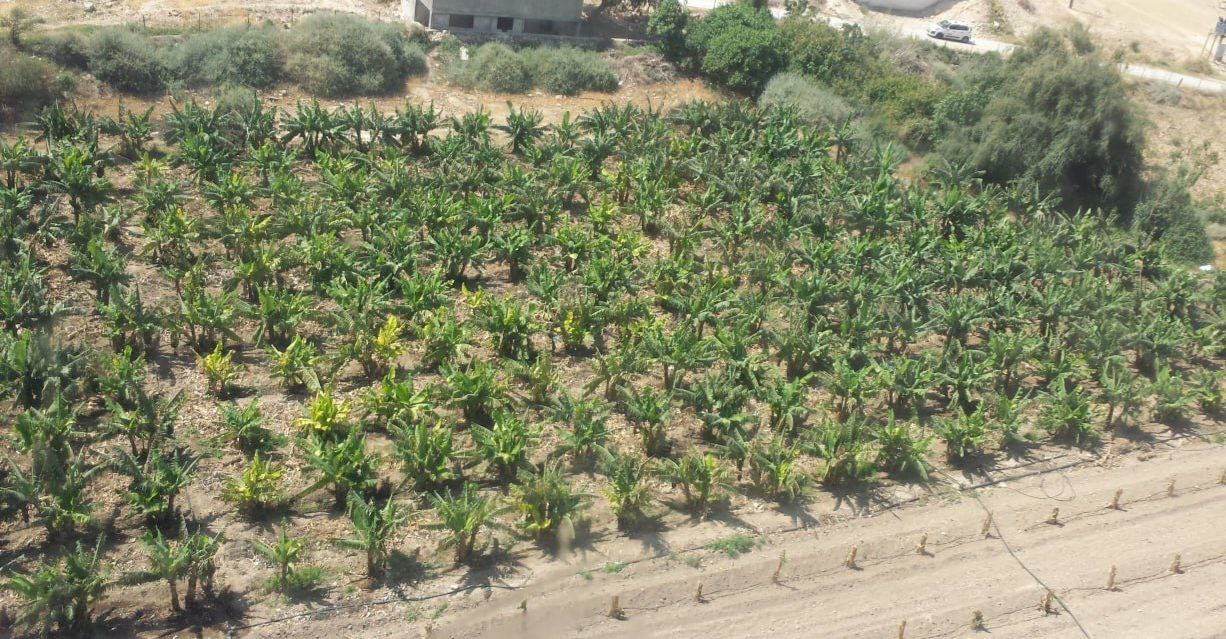
lمزارع الموز التي تنتشر بشكل كبير في مدينة أريحا

تشتهر أريحا بالزراعة خصوصاً المحاصيل التي تنمو في المناطق الحارة الرطبة مثل الحمضيات والموز والنخيل والحبوب، وتبلغ مساحة أراضيها 137,500 دونم. ومن أهم المزروعات الحبوب المختلفة، مثل: القمح، والشعير، والذرة، والسمسم، كما تزرع فيها الأشجار المثمرة، مثل: الحمضيات، والموز، والزيتون، والعنب، والنخيل، بالإضافة إلى بعض المحاصيل الأخرى، كالتبغ وهناك فائض في الإنتاج الزراعي يصل إلى مدن الضفة الغربية الأخرى وكذلك يصدر إلى الأردن.

### الصناعة
تشتهر أريحا بصناعة الفخار، الحصر، النسيج والمياه الغازية.ازدهرت صناعة استخراج المعادن والأملاح من البحر الميت، مثل: كلوريد البوتاسيوم، والصوديوم، والماغنيسيوم، والكالسيوم، وتوجد في البحر الميت كميات هائلة من هذه المواد تقدر بملايين الأطنان.

### السياحة

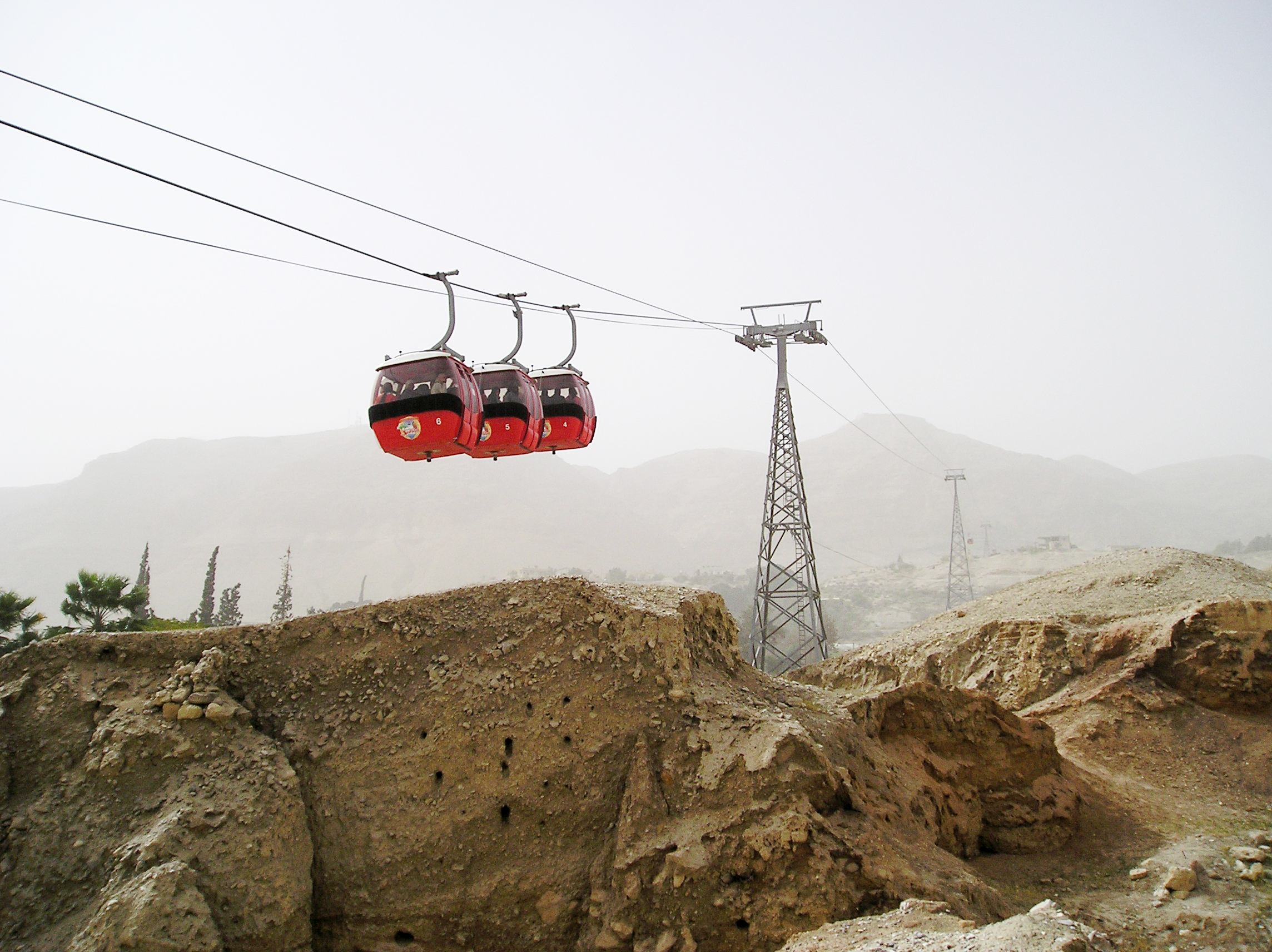
تلفريك أريحا السياحي

في الوقت الحاضر تعد مدينة أريحا من أهم المدن الفلسطينية في مجال السياحة حيث تتمتع بخصائص سياحية فهي تمتاز بشتائها الدافئ، حيث الشمس الساطعة والسماء الصافية والجو الرطب، كما تمتاز بكثرة فواكهها وأشجارها، وفيها خمس منتزهات وقرية سياحية وسبع فنادق إحداها على البحر الميت، بالإضافة إلى البحر الميت الذي يعتبر أشد بحار العالم ملوحة ويمكن الاستحمام فيه بأمان، حيث لا توجد فيه أمواج أو حيوانات مائية مفترسة. تُعتبر أريحا منطقة سياحية مُهمة في فلسطين، حيث أُعتبرت في عام 2010 الوجهة الأكثر شعبية بين السياح الفلسطينية.
دير اللاتين بنى هذا الدير جماعة الفرنسيسكان سنة 1925 على مقربة من ساحة المدينة، وبه كنيسة الراعي صالح، وبها عدة أيقونات جميلة ومروحة ونوافذ مزخرفة وتمثال للسيدة العذراء والطفل يسوع وتمثال للسيد المسيح وبعض اللوحات الزيتية، وفي الكنيسة مكان لتعميد الأطفال وآخر للاعتراف أمام الكاهن.
تلول أبو العلاقي يقع على المدخل الجنوبي لمدينة أريحا عند نقطة التقاء وادي القلط مع سهل أريحا، إن أقدم الاكتشافات في موقع تلول أبو العلايق تعود إلى العصر النحاسي 4500-3100 قبل الميلاد، ولكن البقايا القديمة التي هدمت تعود للعصر الهلنستي أو العصر الروماني.

## الثقافة

### التعليم
بلغ عدد المدارس في مدينة أريحا 30 مدرسة منها 5 مدارس خاصة و 5 مدارس تابعة للوكالة،  وقد زادت الحركة الثقافية في أريحا بعد إنشاء مكتبة بلدية أريحا العامة، تأسست عام 1975 من قبل بلدية أريحا وتعتبر المكتبة الوحيدة في المحافظة وتخدم كافة فئات المجتمع بهدف التثقيف الذاتي وتشجيع المواطنين على المطالعة. تحتوي المكتبة حالياً على أكثر من (14,000) كتاب، وتعتمد تصنيف ديوي العشري.
كانت نسبة الأمية الأعلى بين الأفراد (15 سنة فأكثر) في محافظة أريحا والأغوار حيث بلغت 7.6%، تليها محافظة الخليل بنسبة 7.2%، بينما كانت نسبة الأمية الأدنى في محافظة غزة حيث بلغت 3.8%.
أنشئ مركز أريحا الدراسي في منتصف عام 1997، وهو المؤسسة الأكاديمية الجامعية الوحيدة في المحافظة. بدأ المركز بعدد 99 طالبًا وطالبة، ولم يكن فيه أعضاء هيئة تدريس متفرغون سوى مدير المركز. تم تحويل مركز أريحا الدراسي إلى فرع أريحا ل جامعة القدس المفتوحة بتاريخ 1 سبتمبر 2007. وتوجد في الجامعة 3 كليات وهي كلية التكنولوجيا والعلوم التطبيقية وكلية العلوم الإدارية والاقتصادية وكلية التربية والتي تقدم 11 اختصاصا متنوعًا.
جامعة الاستقلال (الأكاديمية الفلسطينية للعلوم الأمنية) أنشئت لأغراض إعداد العاملين في الأجهزة الأمنية الفلسطينية وتدريبهم وتأهيلهم. وهي أول جامعة أمنية في فلسطين، ولغة التدريس فيها اللغة العربية. تأسست الأكاديمية عام 1998.

### الرياضة
يُعتبر استاد أريحا الدولي ثاني أكبر ملعب في فلسطين حيث يتسع ل 15,000 مُتفرج ومشجع، تأسس الملعب عام 1996 وتم ترميمه عام 2012، وتبلغ أبعاده 100 متر × 65 متر. يلعب نادي هلال أريحا الرياضي كرة القدم في دوري الدرجة الأولى في الضفة الغربية، وله أنشطة أخرى اجتماعية وكشفية.
ومن الأندية الأخرى في المدينة:
- النادي الرياضي الثقافي: الذي افتتح عام 1951 بعد محاولات سابقة لإنشاء نادٍ لم يكتب لها النجاح، وقد أغلق بعد أن اعتقل رئيسه بتهمة سياسية.
- نادي تراسنطة: وهو خاص بالشباب لكافة أبناء المدينة ولا يقتصر على المسيحيين.
- نادي شباب اريحا وهو نادٍ رياضي كشفي اجتماعي يقع في وسط المدينة
- نادي بلدنا ويقع في جنوب شرق المدينة ويعتبر من الأندية الرائدة بالفروسية.

### الجمعيات
- جمعية الشابات المسيحيات وهي تابعة لمنظمة عالمية بهذا الاسم، ويمكن للمسلمات الانتساب لهذه الجمعية، وتقوم هذه الجمعية بأنشطة مختلفة مثل المحاضرات لربات البيوت وتعليم الخياطة، ويوجد أيضا بها مشروع خيرات أريحا وهناك نشاط رياضي أيضًا.
- جمعية الشبان المسيحية في عقبة جبر ويتبعها مدرسة للتعليم المهني، تضم عدداً من المعلمين والطلاب لتعليم النجارة والتنجيد والجلد والدهان، ومدة كل دورة منها ثلاث سنوات.
- جمعية البر بالشهداء وفيها مدرسة للتعليم المهني أيضاً، أنشئت عام 1952 لتعليم الحدادة والدهان والخياطة والتنجيد والغسيل والكي، وقد تاسست الجمعية عام 1956 برعاية الحاج محمود سعيد.
- جمعية سيدات أريحا وهي جمعية خاصة بالنساء، وتتبع لها مدرسة وروضة، وتشتغل هذه الجمعية في مجالات عديدة منها: التصنيع وصالونات الشعر والأشغال اليدوية وغيرها من المجالات.
- جمعية انهار الرحمة وهي جمعية تختص بالمرأة والطفل ولها نشاط بارز على صعيد المحافظة.
- جمعية القمر وهي جمعية تختص بالشباب والمرأة والطفل والتنمية الاجتماعية والاقتصادية والتعليمية بشكل أساسي وقد تم إنشاؤها بواسطة مجموعة من خيرة شباب المدينة، ويقع مقرها بالقرب من البنك العربي «بجانب مركز روتانا ونجوم للكمبيوتر». وقد أخذت هذه الجمعية شعارها من اسم أريحا القديم وهي مدينة القمر. وقد شكل أول مجلس إدارة من خيرة الشباب ويرأس الجمعية حالياً السيد مهند داود غروف.[70]

## معالم المدينة
تعتبر مدينة أريحا من مدن المراكز المناخية، لدفء مناخها في فصل الشتاء وانخفاضها الكبير تحت مستوى سطح البحر، ولذلك يأتي إليها الكثير من الزائرين في فصل الشتاء للاستشفاء ويحتفظ الشكل العمراني في المدينة بالشكل الإشعاعي، ويتفرع من مركز المدينة العديد من الشوارع في جميع الاتجاهات، ولهذا النمط مزايا هامة، منها إضافة مساحات من الأراضي داخل المدينة، وهذا يجعلها تحتفظ بمزايا صحية.
وتضم أريحا الكثير من المعالم الأثرية مثل:
| تل السلطان تقع أقدم منطقة في أريحا على تلة على بعد 2 كيلو متر إلى الجانب الشمالي الغربي من المدينة الحالية، أظهرت الإستكشافات الأثرية التي قام بها عالمة الآثار البريطانية كاثلين كينيون وجود مستوطنات تعود إلى 9000 سنة قبل الميلاد. ويوجد فيها أقدم حائط وأقدم برج دائري للدفاع في العالم والمسمى (برج أريحا)، حيث يعود إلى 7000 سنة قبل الميلاد. يرتفع نحو ثلاثين مترًا عن وجة ماء الحوض، وقد تحقق من ذلك علماء الآثار من موقع مدينة أريحا القديمة الكنعانية، وابنيتها من لبن مجفف بيضوى الشكل وسور ذات أبراج يحيط به خندق، وقد أثبتت الحفريات أنها أقدم مدينة مسورة في التاريخ. ويقع على التل نبع عين السلطان، حيث وفرة المياه، ويبلغ نتاج هذا النبع من المياه حوالي 700م في الساعة والذي جعله أهم نبع من ينابيع أريحا مثل منها نبع نويعمة، ديوك، العوجا والقلط. سمي نبع عين السلطان بهذا الاسم لأن البابليون قد قاموا باقتلاع عيني ملك منحى عن العرش من بيت المقدس هنا، وقد أطلق عليه أيضاً اسم نبع اليشا بعد أن قام إليشا بتحلية مياه هذا النبع. |                                                           |
| قصر هشام قصر عربي رائع بناه هشام بن عبد الملك الذي حكم عام 105-125 هـ (724 – 743م) على خربة المفجر. يقع شمال أريحا، وشرقي عين ديوك في خربة المفجر على بعد 3 كم من أريحا، بناه عبد الملك، وقد رمم القصر في عهد صلاح الدين الأيوبي، ولم يكتشف القصر إلا سنة 1933م، وهو من أعظم الأماكن السياحية التي بنيت في المنطقة في عهد الدولة الأموية في الضفة الغربية. | فسيفساء عرية من العصر الأموي في قصر هشام في مدينة أريحا   |
| مقام النبي موسى البناء الحالي مكون من الجامع، والمنارة، وحجرات مختلفة. وقد أكتمل بناؤه في سنة 1269 بعد الميلاد خلال فترة حكم السلطان المملوكي الظاهر بيبرس. |                                                           |
| دير قرنطل أو جبل الأربعين تأسس هذا الدير على يد الارشمندريت افراميوس سنة 1892 وهذا المكان قديم منذ زمن السيد المسيح، وقد جدد عدة مرات، وأول من فكر في المحافظة على قدسيته الملكة هيلانة، حيث أقامت عليه تشييداً قديماً منذ عام 325 م. يقع شمال أريحا، وكامة قرنطل محرفة من كلمة قوارنتانا الاتينية بمعنى الأربعين، الاسم الذي أعطاه الإفرنج لهذا الجبل عام 1112 ميلادي، ويدعى جبل الأربعين دلالة على الأيام الاربعين التي صامها المسيح. | دير القرنطل "الأرثوذكسية اليونانية" يطل على أريحا الجديدة |
| وادي القلط انحدار طبيعي بين الهضاب المجاورة، وهو مكون من جدران صخرية عالية تمتد لمسافة 45 كيلو متر بين أريحا والقدس، الطريق الضيقة والوعرة التي تمتد بمحاذاة الوادي كانت في يوم من الأيام الطريق الرئيسي لمدينة أريحا ولكنها تستعمل الآن من قبل السياح الزائرين لدير القديس جورج. |                                                           |
| نعران تقع المدينة البيزنطية الصغيرة "نعران" على بعد 4 كيلو مترات إلى الشمال الغربي من مدينة أريحا إلى جانب نبع عين الديوك وعين النويعمة، تم العثور أيضا على آثار لمعبد يهودي قديم في أسفل بيت فلسطيني تملأ أرضيته الرسومات وتعود إلى القرن الخامس والسادس بعد الميلاد، توجد أيضاً نقوش عبرانية قديمة تبدأ بعبارة "السلام على إسرائيل". |                                                           |

وهناك مجموعة من الأديرة الأخرى، مثل دير الروم، در الحبش، دير المسكوب، المغطس، دير القبط، دير القلط، قصر حجلة أو دير حجلة. دير مار يوحنا الذي يقع على ضفاف نهر الأردن.

## البنية التحتية

### الكهرباء
منذ فبراير شباط 2008 أصبحت محافظة أريحا مرتبطة بالتيار القادم من محطات «سويمة» الكهربائية في وادي الأردن بدل التيار القادم من إسرائيل بعد طلب من قبل الرئيس الفلسطيني محمود عباس منتصف 2007 وموافقة العاهل الأردني الملك عبد الله الثاني. تعد هذه الخطوة الأولى من حلقات فك الارتباط الاقتصادي عن «الدولة» العبرية وهي المرة الأولى منذ احتلال إسرائيل للضفة الغربية عام 1967، تحصل مدينة فلسطينية على الطاقة الكهربائية من الأردن بذلك تكون فلسطين البلد الثامن في إطار مشروع الربط العربي للكهرباء ولها صفة مراقب وقد تتحول إلى عضو دائم بعد استكمال عملية ربط جميع الأراضي الفلسطينية بهذه الشبكة.
بلغت كلفة المشروع حوالي 10 ملايين دولار، منها 6 ملايين كقرض حسن من البنك الإسلامي للتنمية في جدة، و 1.5 مليون منحة من الحكومة النرويجية على شكل معدات، فيما تكفلت شركة كهرباء محافظة القدس بالمبلغ الباقي وهو 2.5 مليون. سيؤدي الربط إلى تخفيض كلفة فاتورة الكهرباء على المشتركين في المحافظة، وعددهم حوالي 6500 مشترك، بنسبة 15% للاشتراكات التجارية، و 20% للاشتراكات المنزلية.

## الصحة
في أبريل 2010، عقدت الوكالة الأمريكية للتنمية الدولية (USAID) حفل وضع حجر الأساس لتجديد مستشفى أريحا الحكومي، والتي قدمت 2.5 مليون دولار في تمويل هذا المشروع. مستشفى أريحا الحكومي من المستشفيات المهمة والتي تقع في منطقة مهمة وحيوية في فلسطين.

## مدن متوأمة
- مدينة أريحا لها علاقات توأمة مع مدن[79]

| - - رومانيا، ياش منذ 16 يوليو 2003 - البرازيل، سانتا باربارا، البرازيل منذ 15 يناير 1998 - البرازيل، كامبيناس منذ 28 نوفمبر 2001 - النرويج، لردال منذ 20 يوليو 1998 | - - اليونان، إيليو، اليونان منذ 8 سبتمبر 1999 - إيطاليا، بيزا منذ 28 سبتمبر 2000 - إيطاليا، سان جيوفاني فالدارو 18 أكتوبر 2003 - إيطاليا، ألساندريا منذ 15 يونيو 2004 |

- كما أنها تقيم أيضا علاقات تعاون خارجية مع عدة بلديات في العالم:[80]

| - - اليابان، هيروشيما منذ 10 أكتوبر 1994 - ألمانيا، فيزبادن منذ 1994 ؟ - ألمانيا، آخن منذ 11 يوليو1995 - فرنسا، بونوي سور مارن منذ 13 يناير 2002 - فرنسا، سان بلان منذ 1997 ؟ - فرنسا، إيبنيال منذ 12 أغسطس 1997 ؟ - فرنسا، ستانس منذ 26 يناير 2001 - فرنسا، سان دوني منذ * 29 يناير 2001 - فرنسا، شاتوبريان منذ *31 يناير 2001 - فرنسا، نانت منذ * 31 يناير 2001 | - - فرنسا، ليون منذ * 7 جوان 2002 - فرنسا، فيتري-سور-سين منذ 01 ماي 2010 - إيطاليا، تريكينيا منذ * 25 جوان 2010 ؟ - إيطاليا، بومراشيا منذ * 4 سبتمبر 2000 ؟ - إيطاليا، بونساكا منذ * 4 سبتمبر 2000 ؟ - جنوب إفريقيا، ديربان منذ * 14 يوليو1998 - الولايات المتحدة، هيوستن، تكساس منذ 19 أغسطس1998 - النمسا، بادن بادن منذ * 13 أكتوبر 1998 - المملكة المتحدة، شفيلد منذ 4 سبتمبر 2000 |

## وصلات خارجية
- صفحة بلدية أريحا
- موقع بلدية أريحا